# Mercedes-Benz W 02
La Mercedes-Benz W 02 est présentée au Salon de l'automobile de Berlin en octobre 1926. La familiale routière de conception conventionnelle avec un moteur de deux litres et aucune caractéristique technique particulière a été conçue par Ferdinand Porsche avec le modèle W 01 de 1,4 litre, qui n'a pas été produit en série, et le modèle W 03 de trois litres.

## Mercedes-Benz 8/38 PS (1926 – 1928)
La voiture, qui était disponible d'usine sous forme de châssis, voiture de tourisme quatre portes, berline deux et quatre portes, cabriolet deux portes à trois ou quatre places, landaulet et enfin aussi roadster deux places, s'appelait initialement Mercedes-Benz 8/38 PS. Son moteur six cylindres en ligne à soupapes latérales d'une cylindrée de 1 988 cm3 produisait 38 ch (28 kW) et faisait accélérer le véhicule jusqu'à 75 km/h. Le châssis correspondait à la conception standard de l'époque, avec une propulsion arrière et des essieux rigides avec des ressorts à lames longitudinaux. La voiture est équipée de freins de tringlerie pour les quatre roues.
Une version fourgon de livraison, appelée Mercedes-Benz L 3/4, était également disponible à partir de 1927. Il était construit en tant que camion plateau, fourgon ou minibus de dix places et il pouvait rouler à une vitesse maximale de 60 km/h.
La politique de prix de ces voitures a été un échec complet : au début les prix étaient beaucoup trop élevés, puis ils ont été baissés de 500 ℛℳ (Reichsmark) et ensuite de 1000 ℛℳ, ce qui a alimenté la rumeur selon laquelle le modèle serait bientôt arrêté et donc épuisé. De plus, les voitures ont été affligées de nombreux problèmes de démarrage. À la suite des différends qui en ont surgi, Ferdinand Porsche a quitté Daimler-Benz AG.

## Mercedes-Benz 8/38 PS Type Stuttgart 200 (1928 – 1933)

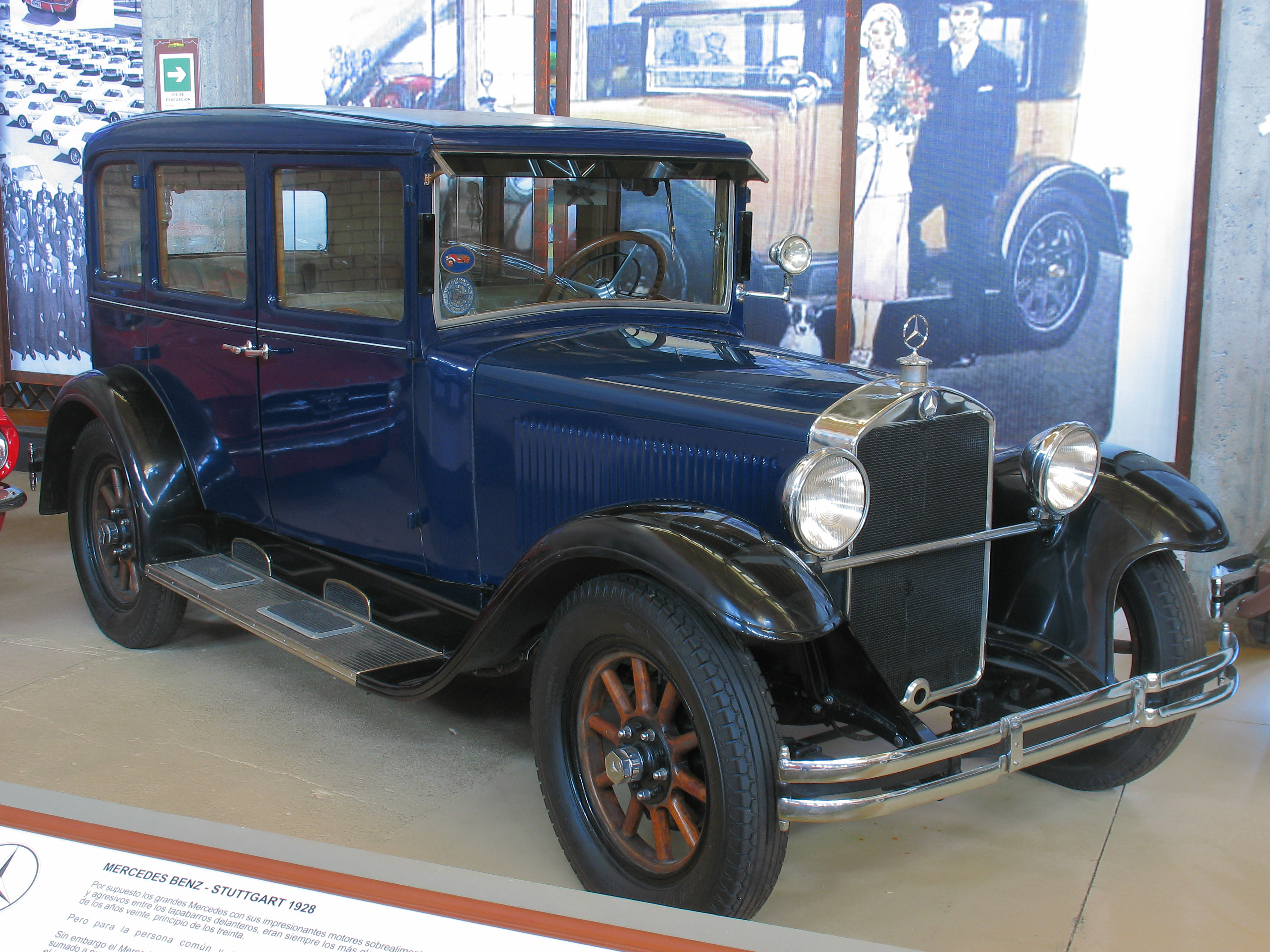
Mercedes Benz Type Stuttgart 200 (1929)

À partir de 1928, la voiture, désormais considérablement améliorée par le nouveau directeur technique Hans Nibel, est vendue sous le nom de Mercedes-Benz 8/38 PS Type Stuttgart 200. Elle a continué d'être proposée en châssis, voiture de tourisme, berline, cabriolet et roadster. Il y avait maintenant une boîte de vitesses à quatre rapports (avec surmultiplication de 1:0,76) et la vitesse de pointe était portée à 80 km/h. Le fourgon a été omis. La voiture de tourisme était également disponible avec un moteur plus gros que celui de la Mercedes-Benz 10/50 PS Type Stuttgart 260. Le nouveau fourgon avait également ce moteur.
Pendant longtemps, ce modèle a été l'automobile la plus importante proposée par Daimler-Benz AG. Elle n'a été remplacée par la Mercedes-Benz W 21 qu'en 1933.

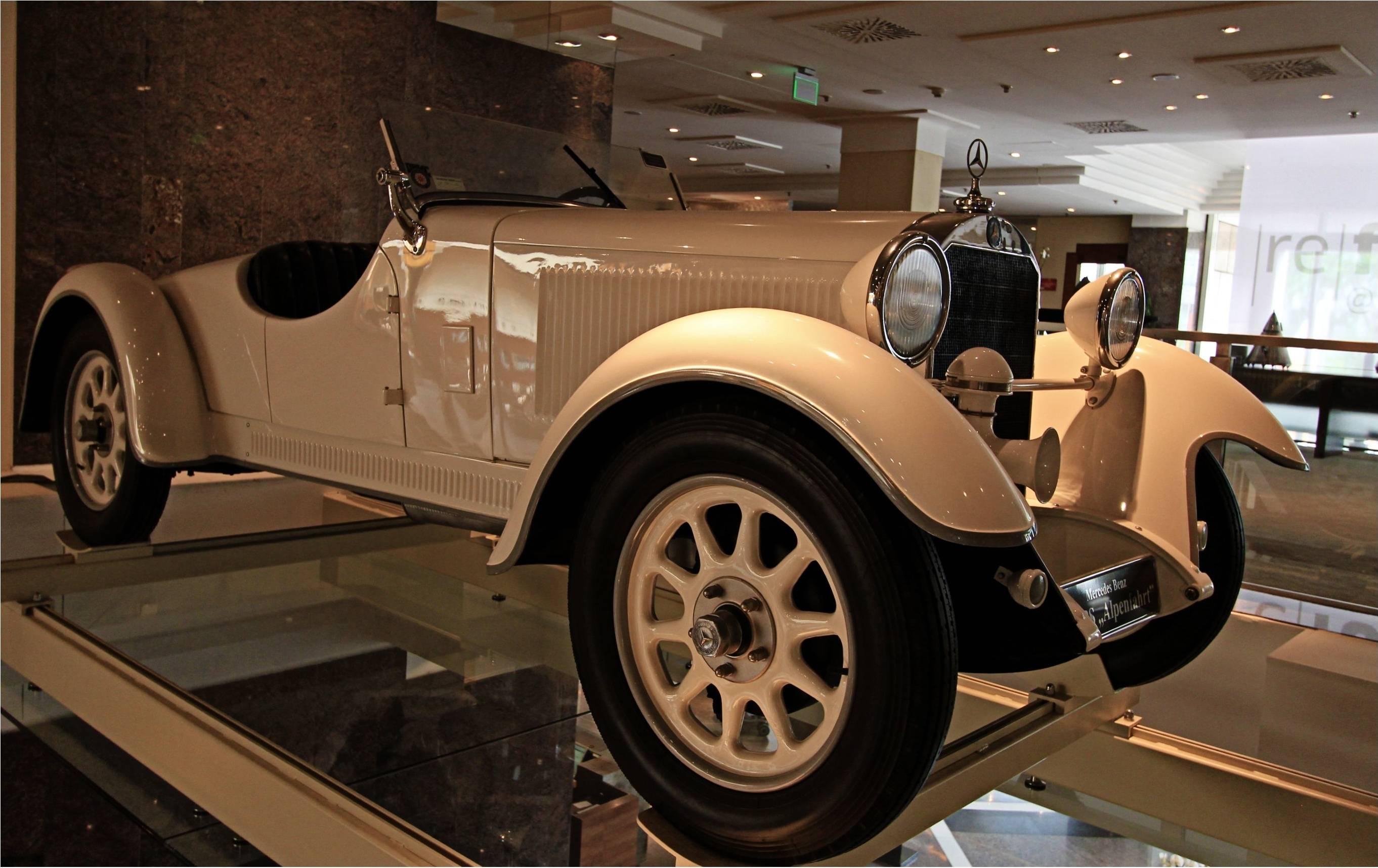
Mercedes-Benz 8/38 PS Type Stuttgart 200 roadster (1929)

## Durée et quantités de construction
|                         | Type 8/38 PS | Type L 3/4 | 8/38 PS Type Stuttgart 200                                    |
| ----------------------- | ------------ | ---------- | ------------------------------------------------------------- |
| Période de construction | 1926–1929    | 1927–1928  | 1929–1933 (Véhicule utilitaire léger militaire jusqu'en 1936) |
| Nombre d'unités         | 9105         | 105        | 6452                                                          |

## Production W 02
| Année         | 1926 | 1927 | 1928 | 1929 | 1930 | 1931 | 1932 | 1933 | total      |
| ------------- | ---- | ---- | ---- | ---- | ---- | ---- | ---- | ---- | ---------- |
| 8/38          | 26   | 4788 | 3922 | 369  | 0    | 0    | 0    | 0    | 9105       |
| L 3/4 Fourgon | 0    | 2    | 103  | 0    | 0    | 0    | 0    | 0    | 105 Camion |
| Stuttgart 200 | 0    | 0    | 0    | 1631 | 2966 | 1235 | 528  | 92   | 6452       |